# 高橋進 (陸上選手)
高橋 進（たかはし すすむ、1920年11月17日 - 2001年5月13日）は、広島県佐伯郡廿日市町地御前（現・廿日市市）出身の陸上競技選手、および指導者（長距離）である。選手として25年間活躍した後、指導者としても長きにわたり選手育成にあたった日本マラソン育ての親。また東海大学、国際武道大学教授等を務めた。日本陸連終身コーチ。

## 人物・来歴
旧制広島第一中学校（現・広島国泰寺高校）から、東京高等師範学校（現・筑波大学）に進み、体育運動学を専攻。陸上選手としては3000m障害のスペシャリストとして鳴らし、現役選手として1936年から1960年まで25年の長きにわたり活躍した。3000m障害で日本記録を7度更新、1947年から1955年までの日本選手権9連覇は、日本選手権でのトラック種目最長連覇記録。1946年、日本選手権を兼ねて行われた第1回国民体育大会(西京極)では、800m、1500m優勝。アジア競技大会は3回連続出場。1951年の第1回アジア大会(ニューデリー)3000m障害優勝、1954年第2回アジア大会(マニラ)でも同種目で優勝し二連覇、1958年第3回アジア大会(東京)では日本選手団主将を務める等など輝かしい成績を残す。1952年ヘルシンキオリンピック代表。科学的トレーニングを実証した。
戦後は当初、地元の広島市立基町高等学校の教師をしながら、出身の佐伯体協のエースランナーとして中国駅伝（現・全国都道府県対抗男子駅伝）などで活躍。中国駅伝で獲得した13の区間賞は最多記録。また広島チームの大黒柱として1946年から始まった鎌倉一周駅伝に第三回大会から四連覇、1948年から始まった淡路島一周駅伝では第一回大会から二連覇するなど、各地の駅伝レースに於いても多くの優勝をもたらし「駅伝王国広島」を印象付けた。1952年請われて八幡製鐵陸上部に移籍し、中国駅伝、全日本実業団対抗駅伝大会（現在のニューイヤー駅伝）、九州一周駅伝などで活躍し名ランナーとして知られた。全日本実業団（ニューイヤー駅伝）が始まった1957年頃は、選手としては晩年であったが、第1回大会の区間賞を獲得後、監督車に乗用して選手に指示を出し優勝し、チームの初代王者に大きく貢献。第2回大会でも区間賞を獲得。1960年引退、同チームの監督・指導者となり、多くの名ランナーを育てチームの黄金期を築いた。
高橋が指導者となる前年に八幡製鐵入りした君原健二をマラソンのトップランナーに育て上げる。しかし、個性の強い君原とはしばしば衝突を繰り返した。その中で君原も成長していった。1968年メキシコシティーオリンピックの代表選考では、強化委員会の席上「日の丸を絶対に掲げて見せます」と啖呵を切り「高地では"比体重"の大きい采谷義秋より(弟子の)君原が有利」と主張、委員会の選考は揉めに揉めた。国内選考レースで君原を上回るタイムを出し同郷でもあった采谷を落とすこととなったが、結果、君原は男子マラソンで銀メダルを獲得した。
東京からメキシコシティー、ミュンヘン、モントリオールまで4大会連続コーチを務めた後、バルセロナで再びコーチ、この間日本陸連強化委員、強化部長、オリンピック対策副委員長、終身コーチを務め東海大学、国際武道大学教授、体育学部長、ダイエー陸上部特別コーチ、ダイエースポーツ顧問等も務めた。また岡山典郎、三村清登（元・デオデオ陸上部監督）、長田正幸、小指徹（SUBARU陸上競技部監督）ら数多くの後進を育てた他、女子選手、韓国実業団選手の指導も行った（その中の一人に、指導後バルセロナオリンピックのマラソンで金メダルを獲得する黄永祚（ファン・ヨンジョ）がいた）。インターバルトレーニングなど科学的な練習法を取り入れ、長距離走、マラソンの練習法を近代的に体系づけ、卓越した理論によって日本長距離界、特にマラソン界の日本のレベルアップに貢献した。
伊藤国光は、「1980年代の『男子マラソン黄金期』は、高橋と中村清という二人の個性的な指導者の存在が大きかったと思う。世界を見据えた戦いをするための展望と見識があり、我々選手をけん引していく力があった。1975年ごろから高橋コーチを中心として始めたニュージーランド合宿を経験したメンバーが、トラックでもマラソンでも、その後日本を代表するランナーに成長していった。同時期に始まったヨーロッパ遠征と合わせて、日本の長距離・マラソンの大きなうねりを作った。また高橋の考案したマラソントレーニングは、当時のマラソントレーニングの基礎となったことは確かで、多くのランナーが育ち、1980年代後半に一つの頂点を迎えた」と述べている。マラソンとピクニックを合わせた造語「マラニック」は、高橋が著書『マラソン』の中で、そのニュージーランドでの体験をもとにトレーニング方法の1つとして紹介したのが始まり。
また、女子の長距離種目の可能性に早くから着目していた一人で、初期の女子マラソン普及にも尽力。国際陸上競技連盟（IAAF）の「世界で初めての女子だけのマラソン公認」として1979年に第1回が開催された東京国際女子マラソンでは、現場責任者として大会運営に尽力。日本陸連の強化委員会（部長・高橋）に女子部ができたのは同年のことで、同マラソンを境に女子の長距離種目やロードレースが盛んになった。
その後は指導の第一線を退き、テレビ中継の解説者や指導書の執筆などを多く行うようになる。博学で著書も多い。マラソンのテレビ中継が始まった1960年代から1990年代半ば頃まで、国内外の主要マラソン大会のテレビ・ラジオ解説を160回務めた。東京国際女子マラソン、大阪女子マラソンは、いずれも第1回から解説を務め、大阪女子マラソンは創設年から15年連続して解説を務めた。「マラソン博士」とも呼ばれ、テレビ解説は豊富な経験や知識に基づいた歯切れのよい内容であったが、しばしば放送上問題のある表現を用いることもあった（新人ランナーの飛び出しを視覚障害者をたとえにしたことわざで表現したり、外国人選手に対して民族差別につながりかねないコメントをするなど）。
1989年、1988年ソウルオリンピック4位とメダル獲得がならなかった中山竹通の専任コーチとなる。かつて君原を育てた経験が買われてのもので、すでに彼は70歳近かった。しかし、「理詰め」の高橋の指導と、自分の経験と実戦を重視する中山との溝は埋まらなかった。
岸記念賞典（1952年）、日本陸連勲功章（1953年）日本陸連功労章（1957年）、秩父宮章（1963年）。

## エピソード
- 1961年、川上哲治が巨人監督に就任し『ドジャースの戦法』を導入した。これがバントシフトやサインプレーなどを取り入れた「近代野球」のスタートとされるが[25]、連携プレーを反復練習するための基礎体力作りに川上に請われ[25]、八幡製鐵陸上部監督時代の高橋が招聘された[25]。それまで巨人のキャンプは練習は午前中だけで、午後からは麻雀をやっていて、スケジュールもなかったが[25]、高橋は選手に毎日何を食べたか、夫婦生活をしたか、それで翌日のコンディションはどうだったか等をレポートに書かせてトレーニング計画を立てた[25]。高橋は正規の練習後、特別練習と称し、走り込みなどのハード練習を選手に課した[25]。それまでのキャンプでは疲れるようなことはなかったが、階段を上がるのも手すりに捕まらないと上がれない選手が出るほどハードな練習だったという[25]。福岡ソフトバンクホークス監督時代の王貞治は、2008年から選手の走法指導のため、日本陸連強化委員長の高野進を招聘した。これは先述の巨人時代に川上監督が高橋を呼んで走り方を基本から指導してくれたことを継承したもので、「それがものすごくプラスになった。ミスター（長嶋茂雄）が17年、ボクが22年現役を続けられたのは、あの時のきちんとした走り方で足腰ができていたからなんだ。それだけ長くやれたことがV9にもつながった」と述べている[4][26]。

- 世界で初めて国際陸上競技連盟（IAAF）が公認する女性限定のマラソンとして1979年に第1回が開催された東京国際女子マラソンだが、当時は「日本の女子にマラソンは酷過ぎる」「死者が出る」「選手がいない」「外国の選手だけ招待して走らせるのか」などといわれ開催も反対される時代。日本の女子選手が走ると本決まりになったのは開催日の2、3ヵ月前であった。月刊「ランナーズ」の編集長・下条由紀子に選手のリスト作成を頼み、村社講平と高橋の二人で選手を一人ひとり面接した。合宿では残された時間があまりないため、練習方法とコンディションの調整法を主に行ったが、60歳に近い高橋が、実際のペース配分の説明をしながら42キロをゆっくりジョギングして走ると、数人が遅れて脱落する始末。最終的にスタートラインに立った32人中、マラソン未経験者が半分以上の18人もいた[21][23][27]。

- 大会には、海外の著名選手が大挙来日。迎える日本選手は素人に毛が生えた程度。到底10位以内に入る可能性はなく、テレビ解説をしていた高橋も、これでは視聴率は最低かと覚悟した。ところが村本みのるが7位に食い込む健闘を見せ大成功を収めた。この快走がこれ以降の女子マラソンを活性化させ、テレビの視聴率もレースごとに上昇を続けたという[28]。

## 著書
- 『マラソン　長距離・駅伝からマラソンまで』（西田勝雄(共著)、講談社、1969）
- 『中長距離走　あなたもオリンピック選手になれる!　(講談社スポーツシリーズ)』（帖佐寛章(共著)、講談社、1974/1、ISBN 978-4061236424）
- 『健康マラソン入門　みんなで楽しく走ろう　(講談社スポーツシリーズ)』（講談社、1975/1、ISBN 978-4061414082）
- 『マラソンの青春』（君原健二(共著)、時事通信社、1975/1、ISBN 978-4788775091）
- 『正しい健康マラソン　(生活と健康シリーズ)』（時事通信社、1977/4）
- 『イラストランニング・クリニック』（講談社、1980/7、ISBN 978-4061254930）
- 『マラソン　(講談社スポーツシリーズ)〔改訂版〕』（講談社、1981/12、ISBN 978-4061414648）
- 『マラソン　栄光のランニング日記』（ビル・ロジャース、ジョー・コンカノン(共著)、高橋進(訳)、時事通信社、1981/12、ボストンマラソン4回優勝、1977年、福岡国際マラソン優勝のビル・ロジャースの自伝、ISBN 978-4788781290）
- 『輝け!女子マラソン』（碩文社、1983/1、ISBN 978-4882000211）
- 『マラソン百話』（ベースボールマガジン社、1997/11、ISBN 978-4583034430）